# مانلي بالمر هول
مانلي بالمر هول (18 مارس 1901 - 29 أغسطس 1990) من مواليد كندا كان كاتباً ومحاضراً ومنجماً وروحانيا. عمله الأكثر شهرة هو كتابه «التعاليم السرية لكل العصور» الذي نشره عام 1928. على مدى 70 عاما من حياته المهنية، قدم الآلاف من المحاضرات، بما في ذلك اثنين في قاعة كارنيجي، ونشرت أكثر من 150 مجلدا. في عام 1934، أسس جمعية البحوث الفلسفية في لوس أنجلوس، والتي خصصها لـ «الباحثين عن الحقيقة في كل العصور»، مع مكتبة أبحاث، وقاعة محاضرات ودار نشر. يمكن العثور على العديد من محاضراته على الإنترنت وما زالت كتبه مطبوعة.

## حياته
ولد مانلي ب. هول في عام 1901 في بيتيربوروغ ، أونتاريو، كندا ، ابوه ويليام س. هول، وهو طبيب أسنان، وامه لويز بالمر هول، مقومة عظام وعضو في زمالة الصليب الوردي  في عام 1919 انتقل هول، الذي لم يعرف أباه أبداً، من كندا إلى لوس أنجلوس، كاليفورنيا، مع جدته لأمه لكي تلم شمله مع أمه، التي كانت تعيش في سانتا مونيكا، وانجذب على الفور إلى عالم الروحانية الغامض، والفلسفات الباطنية، والمبادئ الأساسية الخاصة بهم. هول تغوص بعمق في «تعاليم التقاليد المفقودة والخفية، والآيات الذهبية للآلهة الهندوسية، والفلاسفة اليونانيين والمتصوفين المسيحيين، والكنوز الروحية التي تنتظر العثور عليها في روح المرء». وفي أقل من عام، حجز هول محاضرته الأولى، وكان موضوعها التناسخ.
سرعان ما تولى منصب واعظ كنيسة الشعب في عام 1919، في قاعة ترينيتي في وسط مدينة لوس أنجلوس. رُسم هول وزيراً في كنيسة الشعب في 17 مايو 1923، «وبعد بضعة أيام، انتخب راعيًا دائمًا للكنيسة»
خلال أوائل عشرينيات القرن العشرين، بدأت كارولين لويد وابنتها إستل - وهما عضوان في عائلة تسيطر على حقل نفط ثمين في مقاطعة فينتورا بولاية كاليفورنيا - إرسال جزء كبير من دخلها النفطي إلى هول، الذي استخدم المال في السفر واكتساب مكتبة شخصية كبيرة من الأدب القديم.
في 5 ديسمبر 1923 بدأت أول رحلات هول حول العالم لدراسة حياة وعادات وديانات دول في آسيا وأوروبا، والتي تم دفع نفقاتها من خلال التبرعات من كارولين لويد وجماعتها. 
في وقت لاحق من عام 1928، عندما كان يبلغ من العمر 27 عامًا، نشر مخطّطًا موسوعيًا للماسونية والكابالا الهرمسية والفلسفة الرمزية الروزيكروشية ويعتبر تفسيرًا للتعاليم السرية المخبأة ضمن الطقوس والاسرار والرموزمن جميع العصور، وهو عمله الذي يعرف باسم «التعاليم السرية لكل العصور».

## روابط خارجية
- مانلي بالمر هول على موقع إن إن دي بي (الإنجليزية)
- مانلي بالمر هول على موقع ديسكوغز (الإنجليزية)